# Legge elettorale italiana del 2015
La legge elettorale italiana del 2015, denominata ufficialmente legge 6 maggio 2015, n. 52 e comunemente nota come Italicum, è stata la legge elettorale che ha disciplinato l'elezione della Camera dei deputati dal 1º luglio 2016 al 12 novembre 2017, in sostituzione della precedente legge Calderoli del 2005, dichiarata parzialmente incostituzionale nel dicembre 2013. 
Fino all'entrata in vigore del cosiddetto Rosatellum nel novembre del 2017 la legge Calderoli, come modificata dalla Corte costituzionale (divenendo il cosiddetto Consultellum), era rimasta in vigore limitatamente all'elezione del Senato.
Il 25 gennaio 2017 la legge fu dichiarata costituzionalmente illegittima in alcune sue parti da una sentenza della Corte costituzionale.
Il soprannome Italicum è stato dato nel 2014 dall'allora segretario del Partito Democratico Matteo Renzi, suo principale promotore (fino a fine gennaio 2015 con l'appoggio anche di Forza Italia di Silvio Berlusconi, con il quale aveva stretto il Patto del Nazareno).
La legge originariamente prevedeva un sistema proporzionale con eventuale doppio turno, premio di maggioranza, soglia di sbarramento e cento collegi plurinominali con capilista "bloccati", con la possibilità per lo stesso candidato di partecipare all'elezione in 11 collegi. Nel gennaio 2017 la Corte costituzionale ha dichiarato incostituzionale il turno di ballottaggio, lasciando l'eventuale premio di maggioranza per la lista che dovesse ottenere il 40% dei voti validi al primo (e quindi unico) turno. La Corte ha inoltre dichiarato incostituzionale la possibilità per i capilista bloccati che dovessero essere eletti in più collegi di scegliere discrezionalmente l'effettivo collegio di elezione: la scelta sarebbe stata quindi affidata a un sorteggio.
L'Italicum non venne mai applicato, essendo stato abrogato in seguito all'entrata in vigore della nuova legge elettorale nota come Rosatellum.

## Storia
La legge Calderoli (legge n. 270/2005, comunemente nota come Porcellum), approvata durante il Governo Berlusconi III, aveva regolato le elezioni politiche del 2006, 2008 e 2013, ed era stata duramente criticata perché accusata di stravolgere la volontà degli elettori e di non garantire sempre governabilità.
Per questi motivi il 26 gennaio 2009 venne presentata alla Camera dei deputati una proposta di legge elettorale di iniziativa popolare. Per tutta la XVI legislatura, tuttavia, tale proposta non venne mai esaminata.
Il 3 dicembre 2013, con sentenza pubblicata nel gennaio 2014, la Corte Costituzionale dichiarò incostituzionali le disposizioni della Legge Calderoli che assegnavano un premio di maggioranza indipendente dal raggiungimento di una soglia minima di voti e prevedevano la presenza di lunghe liste bloccate senza preferenze (le quali non rendevano i candidati riconoscibili all'elettore). La legge venne quindi di fatto trasformata in un proporzionale puro con un voto di preferenza (soprannominato Consultellum). Un'eventuale nuova legge elettorale avrebbe quindi dovuto tenere conto dei principi costituzionali indicati dalla Consulta.
Il 10 dicembre 2013, in seguito alla pressione del segretario del Partito Democratico Matteo Renzi, la Commissione Affari Costituzionali della Camera cominciò a esaminare la proposta di legge popolare di cui sopra e ne fece un testo unificato con ben trenta altre proposte di legge di iniziativa parlamentare.
Nel febbraio 2014 il Presidente del Consiglio Enrico Letta rassegnò le dimissioni a favore proprio di Renzi, insediatosi a capo dell'Esecutivo il 22 febbraio. L'ex sindaco di Firenze diede subito nuovo impulso al DDL presentando numerosi emendamenti al testo unificato che lo modificarono profondamente, dando vita al primo Italicum. Inizialmente esso conteneva anche le norme relative all'elezione del Senato della Repubblica, ma l'11 marzo 2014, durante i lavori d'Aula, a seguito dell'approvazione di un emendamento del deputato del Partito Democratico, Giuseppe Lauricella, venne stralciata la parte riguardante il Senato, rendendo così la legge valida solo per la Camera dei Deputati, nell'ottica della riforma costituzionale allo studio in Parlamento che avrebbe dovuto rendere l'assemblea di Palazzo Madama non più direttamente elettiva. L'Italicum venne approvato dalla Camera in prima lettura il 12 marzo.
Dopo diversi mesi di latenza, l'esame della riforma elettorale riprese nel gennaio 2015 al Senato, dove subì molte modifiche frutto di trattative tra il Presidente del Consiglio da una parte e le altre forze politiche e la minoranza interna al PD dall'altra. La nuova versione dell'Italicum, tanto rivoluzionata rispetto alla prima da essere ribattezzata "Italicum 2.0", fu approvata dal Senato il 27 gennaio col sostegno dei voti di Forza Italia. I senatori della minoranza PD rifiutarono di votare il provvedimento, uscendo dall'aula, rendendo così fondamentali i voti del centro-destra per l'approvazione.
Nel febbraio 2015 Forza Italia cambiò radicalmente la sua opinione sull'Italicum, arrivando perfino a definirla una legge autoritaria e incostituzionale e annunciando il suo voto contrario nella terza lettura della stessa.
La seconda versione della riforma elettorale venne trasmessa a Montecitorio, approdando nella Commissione Affari Costituzionali della Camera l'8 aprile 2015 e giungendo in Aula il 27 aprile. Il 28 aprile, tra le proteste delle opposizioni, il governo decise di porre la questione di fiducia sui tre articoli del testo in discussione (il quarto non aveva subito modifiche e quindi non sarebbe stato votato) con l'intenzione di evitare modifiche a parti degli articoli stessi e quindi una quarta lettura al Senato, dove i numeri della maggioranza non erano così ampi come a Montecitorio. Dopo aver superato tutti e tre i voti di fiducia, la riforma elettorale venne approvata in via definitiva pochi giorni dopo, il 4 maggio; al momento del voto finale i partiti di opposizione uscirono dall'aula in segno di protesta nei confronti del provvedimento da loro fortemente contestato e la minoranza del Partito Democratico votò contro in polemica col segretario/premier Renzi.
Due giorni più tardi, il 6 maggio, il testo dell'Italicum arrivò al Quirinale, dove il Presidente della Repubblica Mattarella vi appose la sua firma, promulgando la nuova legge elettorale. L'8 maggio il provvedimento compì il suo ultimo passaggio, venendo pubblicato in Gazzetta Ufficiale e diventando a tutti gli effetti legge dello Stato.

## Caratteristiche principali e funzionamento

### Prima versione dell'Italicum
La prima versione dell'Italicum approvata in prima lettura dalla Camera aveva le seguenti caratteristiche:
- premio di maggioranza di 340 seggi (55% dei seggi, esclusi gli eletti nella circoscrizione Estero) alla lista o alla coalizione in grado di raggiungere il 37% dei voti;
- ballottaggio tra le due liste o coalizioni più votate se nessuna dovesse raggiungere la soglia del 37%. Il vincitore ottiene 321 seggi (52%);
- soglia di sbarramento nazionale al 12% per le coalizioni, al 4,5% per i partiti coalizzati e all'8% per i partiti non coalizzati;
- suddivisione del territorio nazionale in più di 100 collegi plurinominali, da designare con un decreto legislativo che il governo era delegato a varare entro tre mesi dall'entrata in vigore della legge;
- brevi liste bloccate senza possibilità di esprimere preferenze;

Questa versione subì poi pesanti modifiche al Senato dando vita alla seconda (e definitiva) versione dell'Italicum.

### Versione dell'Italicumapprovata dal Parlamento

Schema di scheda elettorale per il primo turno: per ogni lista la scheda riporta il contrassegno della lista, il nome del capolista bloccato e due linee orizzontali per esprimere i due voti di preferenza. In Valle d'Aosta e nelle province autonome di Trento e Bolzano non è possibile esprimere preferenze, essendo i collegi uninominali.

La versione finale approvata dal Parlamento e poi modificata dalla Corte costituzionale nel 2017 prevedeva;
- premio di maggioranza di 340 seggi (55% dei seggi, esclusi gli eletti nella circoscrizione Estero) alla lista (non più alla coalizione) in grado di raggiungere il 40% dei voti (non più il 37%) al primo turno;
  - Parte abrogata con sentenza della Corte costituzionale depositata il 25 gennaio 2017. Eventuale ballottaggio tra le due liste più votate se nessuna dovesse raggiungere la soglia del 40%, senza possibilità di apparentamento tra liste. Il vincitore ottiene 340 seggi (54%).
- soglia di sbarramento unica al 3% su base nazionale per tutti i partiti, non essendo più previste le coalizioni;
- suddivisione del territorio nazionale in 100 collegi plurinominali (designati successivamente con un decreto legislativo);[24]
- designazione di un capolista "bloccato" in ogni collegio da parte di ciascun partito, con possibilità per i capilista di candidarsi in massimo 10 collegi e di optare per un collegio in caso di elezione in più collegi;
  - Parte emendata con sentenza della Corte costituzionale depositata il 25 gennaio 2017. I capilista plurieletti vedranno il proprio collegio di elezione estratto a sorteggio[25]
- possibilità per gli elettori di esprimere sulla scheda elettorale due preferenze "di genere" (obbligatoriamente l'una di sesso diverso dall'altra, pena la nullità della seconda preferenza) da scegliere tra le liste di candidati presentate;
- per favorire l'alternanza di genere, l'obbligo di designare capilista dello stesso sesso per non più del 60% dei collegi nella stessa circoscrizione (regione) e di compilare le liste seguendo l'alternanza uomo-donna.

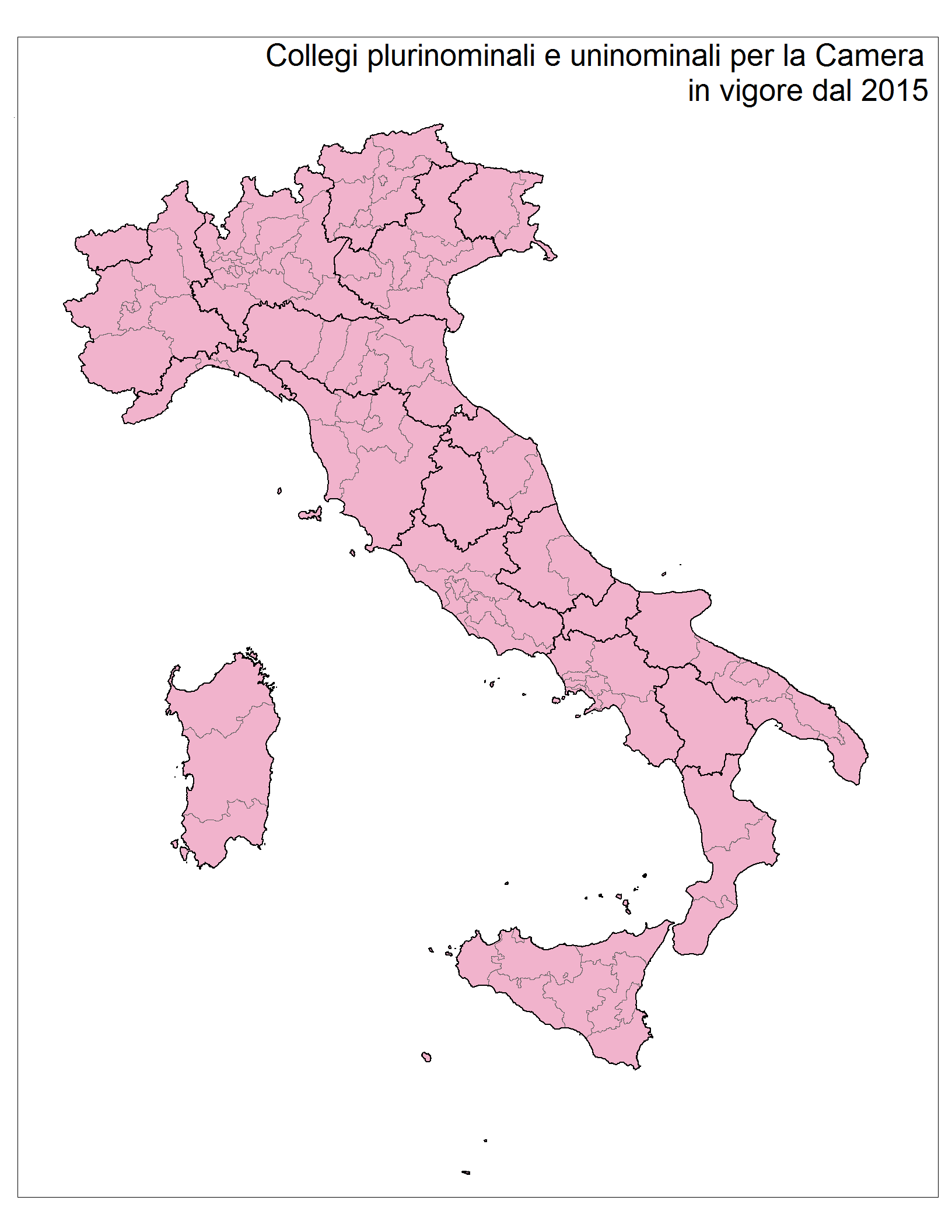
I collegi elettorali per la Camera dei deputati, tutti plurinominali fatta eccezione per la Valle d'Aosta e le province autonome di Trento e Bolzano.

Come precisato sopra, alla lista che raggiunge almeno il 40% dei voti al primo turno vengono automaticamente assegnati i 340 seggi derivanti dal premio di maggioranza, mentre i 277 seggi restanti (si escludono infatti quello della Valle d'Aosta e i 12 della circoscrizione Estero) vengono ripartiti fra le altre liste che superano lo sbarramento; questi ultimi seggi vengono ripartiti con metodo proporzionale, precisamente secondo il Metodo Hare-Niemeyer dei quozienti interi e dei più alti resti: i seggi vengono assegnati proiettando le percentuali ottenute dai partiti a livello nazionale sui 100 collegi (i seggi assegnati da ognuno di essi variano da un minimo di 3 a un massimo di 9).
Il territorio dei 100 collegi è stato determinato, come previsto dalla legge, con il decreto legislativo 7 agosto 2015, n. 122, cercando di garantire la coerenza del bacino territoriale e l'omogeneità economico-sociale e storico-culturale di ciascun collegio, sulla base delle indicazioni di un'apposita Commissione, nominata dai Presidenti delle Camere e formata dal presidente dell'Istituto nazionale di statistica e da dieci docenti universitari ed esperti. La Valle d'Aosta e le province autonome di Trento e Bolzano sono state divise in nove collegi uninominali (rispettivamente, uno, quattro e quattro collegi), mentre il resto d'Italia è stato diviso in 91 collegi plurinominali. I voti espressi nei collegi uninominali sono in ogni caso computati nella determinazione della cifra elettorale nazionale di ciascuna lista ai fini della determinazione del numero di voti considerato come soglia di accesso alla ripartizione dei seggi e della determinazione della lista che ha ottenuto la maggiore cifra elettorale nazionale (in funzione del premio di maggioranza). Secondo la legge elettorale previgente, invece, il sistema dei collegi uninominali era previsto solo per la Valle d'Aosta e non era computato né ai fini dello sbarramento, né ai fini della determinazione del premio di maggioranza.
Inoltre, data la forte connessione con la legge di revisione costituzionale Renzi-Boschi che avrebbe trasformato l'elezione del Senato in elezione indiretta da parte dei Consigli regionali, nel testo dell'Italicum fu previsto che le nuove norme non si applicassero all'elezione del Senato e fu inserita una clausola di salvaguardia che posticipava l'applicazione delle sue disposizioni all'elezione della Camera a decorrere dal 1º luglio 2016, data per la quale il governo prevedeva che la riforma della Costituzione in discussione in Parlamento avrebbe terminato il suo iter e il Senato non sarebbe stato più direttamente elettivo. Tuttavia, la riforma costituzionale, approvata in via definitiva dal Parlamento italiano il 12 aprile 2016, non è stata approvata nel successivo referendum costituzionale del 4 dicembre 2016. Di conseguenza, fino all'emanazione del Rosatellum, per l'elezione del Senato erano rimaste in vigore le disposizioni del "Consultellum".

## Iter di approvazione
Di seguito i vari passaggi parlamentari:
- 26 gennaio 2009 - Il disegno di legge di iniziativa popolare è presentato alla Camera dei Deputati;
- 10 dicembre 2013 - La Commissione Affari costituzionali della Camera unifica il disegno di legge con altre 30 proposte di iniziativa parlamentare;
- 30 gennaio 2014 - Dopo pesanti modifiche il disegno di legge giunge all'esame dell'Aula;
- 11 marzo 2014 - Viene stralciata la parte riguardante il Senato della Repubblica;
- 12 marzo 2014 - La Camera approva il disegno di legge con 365 sì, 156 no e 40 astenuti;
- 27 gennaio 2015 - Il Senato approva, con modifiche, il disegno di legge con 184 sì, 66 no e 2 astenuti;
- 4 maggio 2015 - La Camera approva in via definitiva il disegno di legge con 334 sì, 61 no e 4 astenuti;
- 6 maggio 2015 - Il presidente della Repubblica Sergio Mattarella firma la legge;
- 8 maggio 2015 - L'Italicum viene pubblicato in G.U. e diventa legge;
- 23 maggio 2015 - La nuova legge elettorale entra ufficialmente in vigore;
- 7 agosto 2015 - Il governo, dopo aver recepito i pareri delle commissioni parlamentari, approva in via definitiva il decreto legislativo che determina i 100 collegi plurinominali previsti dalla legge elettorale (decreto legislativo 7 agosto 2015, n. 122);
- 11 agosto 2015 - Anche il decreto legislativo viene pubblicato in Gazzetta Ufficiale.[24]

## Ricorsi e dichiarazione di parziale incostituzionalità
Ipotesi su una possibile incostituzionalità della legge erano state sollevate già durante la sua discussione in Parlamento, in particolare riguardo al premio di maggioranza, ritenuto irragionevole, senza la certezza di una contestuale riforma del sistema bicamerale. Un altro aspetto di possibile incostituzionalità, sottolineato da Massimo Luciani, è che molti parlamentari non sarebbero scelti dai cittadini, in particolare quelli eletti nelle liste dei partiti più piccoli, che porterebbero in Parlamento solo i capilista. Una posizione più decisa è stata presa dal costituzionalista Massimo Villone, secondo cui l'Italicum manifesta molti vizi del Porcellum e "punta a una semplificazione forzosa del sistema politico, che non è un fine costituzionalmente rilevante". Più in generale, se ne è evidenziata la relazione con la revisione costituzionale del governo Renzi (in termini di "combinato disposto"): per esempio, "con i 340 seggi in più del premio di maggioranza e una ventina di senatori, i numeri sarebbero sufficienti per un impeachment".
A favore della legge si era dichiarato invece Augusto Antonio Barbera, sottolineando come il premio alla lista anziché alla coalizione rendesse impossibile la formazione di "coalizioni rabberciate, idonee a vincere ma non in grado di governare"; Barbera era inoltre convinto che la legge non ponesse problemi di legittimità costituzionale. Dello stesso parere erano alcuni altri giuristi, come Francesco Clementi, Cesare Pinelli, Ida Nicotra e Carlo Fusaro, che hanno espresso un'opinione positiva sulla legge, ritenendo che avrebbe favorito l'aggregazione delle forze politiche e che, se combinata con la riforma del Senato e del bicameralismo che però è stata bocciata tramite referendum, avrebbe garantito la governabilità.
Nel 2015 il comitato dei giuristi per la difesa della Costituzione nato "da una costola del Coordinamento per la Democrazia Costituzionale", coordinato da Felice Carlo Besostri e composto da "un centinaio di professionisti liberi, autonomi, democratici e progressisti" presentò varie azioni di accertamento della violazione del diritto elettorale dei singoli cittadini.
Il primo ricorso che diede luogo a una remissione della questione alla Corte costituzionale fu sollevato dinanzi al tribunale di Messina, che ammise sei dei tredici dubbi di costituzionalità proposti, riguardanti il "vulnus al principio di rappresentanza territoriale", il "vulnus al principio di rappresentanza democratico", la "mancanza di soglia minima per accedere al ballottaggio", la "impossibilità di scegliere direttamente e liberamente i deputati", le "irragionevoli soglie di accesso al Senato residuate dal Porcellum", e la "irragionevole applicazione della nuova normativa limitata solo alla Camera dei deputati, a Costituzione invariata".
Il secondo ricorso che diede luogo a una remissione alla Corte costituzionale fu sollevato dinanzi al tribunale di Torino, che ammise due delle tredici eccezioni sollevate (su liste bloccate e premio di maggioranza al ballottaggio).
Un terzo ricorso, sempre avanzato dal comitato di giuristi, portò a Perugia a una nuova remissione della questione alla Corte costituzionale.
Il 19 settembre 2016, la Corte costituzionale decise di rinviare la trattazione dei ricorsi sollevati dai Tribunali di Messina e di Torino prevista per il 4 ottobre 2016. Sopraggiunsero poi nel novembre 2016 anche le remissioni di questioni di costituzionalità avanzate dai tribunali di Trieste e Genova.
Il 25 gennaio 2017, con la sentenza n. 35, la Corte costituzionale dichiarò l'illegittimità costituzionale parziale della legge. In particolare, rigettò la questione di costituzionalità relativa alla previsione del premio di maggioranza al primo turno e accolse invece le questioni relative al turno di ballottaggio e alla possibilità per il capolista eletto in più collegi di scegliere a sua discrezione il quello d’elezione, dichiarandone l’illegittimità costituzionale; la seconda disposizione fu sostituita con il criterio residuale del sorteggio".